# Cognizione
La cognizione può essere definita come "il processo di acquisizione di conoscenze e comprensione attraverso il pensiero, i sensi e l'esperienza".
Secondo il Dizionario di Psichiatria di Campbell, la cognizione si riferisce agli aspetti percettivi e intellettivi delle funzioni mentali. Alcuni autori propongono una tripartizione dei fenomeni psichici in cognitivi, conitivi (o volitivi o motivazionali) ed emotivi, nella quale la cognizione si differenzia dalla conizione (o volizione) e dagli aspetti emotivi.
Una spiegazione più pratica descrive la cognizione come l'operazione di traduzione della realtà circostante in elementi significanti, distinguendo, poi, la cognizione dall'intelletto, ovvero un processo ulteriore che prevede l'utilizzo utilitaristico ed opportunistico del materiale significante acquisito. 
La cognizione comprende molti aspetti delle funzioni e dei processi intellettivi come: percezione, attenzione, formazione della conoscenza, memoria e memoria di lavoro, giudizio e valutazione, ragionamento e "calcolo", risoluzione di problemi e processo decisionale, comprensione e produzione del linguaggio.

## Etimologia
La parola cognizione deriva dal verbo latino cognosco (con 'con' + gnōscō 'sapere'), il quale a sua volta è affine al verbo greco antico gignόsko, "γιγνώσκω", che significa 'io so' (sostantivo: gnόsis, "γνώσις" = conoscenza).

## Storia
L'attenzione per i processi cognitivi risale a più di ventitré secoli fa, a partire da Aristotele e dal suo interesse per il funzionamento interno della mente e per come esso influenza l'esperienza umana. Aristotele si focalizzò sulle aree cognitive relative alla memoria, alla percezione, e alle immagini mentali. Il filosofo greco dette una grande importanza al garantire che i suoi studi fossero basati su evidenze empiriche, su informazioni scientifiche che venissero raccolte attraverso l'osservazione approfondita, e sulla sperimentazione cosciente. Secoli dopo, quando la psicologia diventò uno studio fiorente in Europa e guadagnò seguito in America, altri scienziati come Wilhelm Wundt, Hermann Ebbinghaus, Mary Whiton Calkins, e William James, per citarne alcuni, avrebbero offerto il loro contributo allo studio della cognizione.
Wilhelm Wundt (1832-1920) enfatizzò pesantemente la nozione di quella che lui chiamò introspezione; l'analisi dei sentimenti interni di un individuo da parte di sé stesso. Con l'introspezione, i soggetti dovevano essere accurati nel descrivere i loro sentimenti nella maniera più obiettiva possibile, in modo da permettere a Wundt di ricavarne informazioni scientifiche. Nonostante i contributi di Wundt non furono in nessun modo minimi, gli psicologi moderni trovano i suoi metodi piuttosto soggettivi e nelle sperimentazioni scelgono di contare su procedure più obiettive.
Hermann Ebbinghaus (1850-1909) condusse studi che esaminavano principalmente la funzione e le capacità della memoria umana. Ebbinghaus sviluppò un suo proprio esperimento nel quale costruì più di duemila sillabe di parole inesistenti. Egli successivamente esaminava la sua propria abilità personale nell'imparare queste sillabe. Scelse appositamente delle parole che non fossero l'opposto di parole reali per controllare l'influenza delle esperienze preesistenti in quello che le parole possono simboleggiare, esperienze che consentono una migliore memoria delle parole stesse. Ebbinghaus osservò e ipotizzò una serie di variabili che potevano aver influenzato la sua capacità di apprendere e di ricordare le "non-parole" da lui create. Una delle conclusioni a cui giunse è che il tempo intercorrente tra la presentazione degli stimoli è un fattore essenziale per il successo della memorizzazione. Il suo lavoro influenzò fortemente lo studio dell'effetto seriale e delle sue ripercussioni sulla memoria, discusso nelle sezioni successive.
Mary Whiton Calkins (1863-1930) fu un influente pioniere americano nel campo della psicologia. Anche il suo lavoro era focalizzato sulle capacità della memoria umana. Agli studi che ha condotto può essere associata una teoria comune, il Recency effect. Il recency effect (si veda anche Esperimenti) è la tendenza degli individui a ricordare con precisione gli elementi finali di una sequenza di stimoli. La teoria della Calkins è strettamente legata al già citato studio e alle conclusioni degli esperimenti sulla memoria condotti da Hermann Ebbinghaus.
William James (1842-1910) è un'altra figura cardine nella storia della scienza cognitiva. James era molto in disaccordo con l'enfasi di Wundt sull'introspezione e con l'uso di Ebbinghaus di stimoli senza senso. Egli scelse invece di concentrarsi sull'esperienza di apprendimento umano nella vita di tutti i giorni e sulla sua importanza per lo studio della cognizione. Un importante contributo di James fu il suo libro di testo Principi di psicologia che esamina preliminarmente molti aspetti della cognizione come la percezione, la memoria, il ragionamento, e l'attenzione per citarne alcuni.
Bernard Baars, psicologo cognitivo, nel 1988 ha formulato la teoria dello spazio d'azione globale GWT usando una metafora chiamata teatro di Baars. Secondo questa teoria la coscienza consiste nella disseminazione cerebrale ad ampio raggio dell'informazione preconscia o spazio di lavoro globale.
Stanislas Dehaene, neuroscienziato cognitivo, nel 2011 usando la risonanza magnetica funzionale ha riformulato il modello della Teoria di Baars in termini neuronali, costituito da neuroni piramidali situati nella corteccia cerebrale soprattutto in quella prefrontale (Spazio di lavoro neuronale globale).

## Descrizione
Il tipo di processi mentali descritti oggi come cognitivi è in gran parte influenzato da un paradigma di ricerca risalente probabilmente a Tommaso d'Aquino, che divise lo studio del comportamento in due grandi categorie: studio dei comportamenti cognitivi, che riguardano come conosciamo il mondo, e affettivi, che riguardano il modo in cui capiamo il mondo attraverso sentimenti ed emozioni. Tali descrizioni fanno già di per sé identificare come "cognitivi" processi quali la memoria, l'associazione, la formazione dei concetti, la pattern recognition, il linguaggio, l'attenzione, la percezione, l'azione, il problem solving e le immagini mentali.
La cognizione o i processi cognitivi possono essere consci o inconsci e sono analizzati in modo diverso da diverse prospettive e in differenti contesti come la linguistica, anestesia, neurologia e psichiatria, psicologia, filosofia, antropologia, sistemica. Con l'emergere di campi di studio quale ad esempio l'intelligenza artificiale, si è esteso il concetto di cognizione, che viene dunque oggi studiato anche da campi come l'informatica.
Il concetto di cognizione è strettamente collegato ai concetti astratti di mente, ragionamento, percezione, intelligenza, apprendimento e molti altri ancora che descrivono le capacità della mente umana e le proprietà caratteristiche di intelligenza sintetica e dei gruppi collettivi che mostrano comportamento emergente.
In psicologia ed in intelligenza artificiale, il concetto di cognizione si utilizza parlando delle funzioni psichiche, dei processi mentali, e degli stati di entità intelligenti (esseri umani, organizzazioni umane, robot altamente autonomi), in particolare quando si ha lo studio di processi come la comprensione, l'inferenza, la capacità di prendere decisioni e l'apprendimento (vedi anche scienza cognitiva e cognitivismo).
Il termine "cognizione" è utilizzato anche in una delle branche della psicologia sociale, la social cognition, dove viene usato per spiegare gli atteggiamenti, l'attribuzione e la dinamica dei gruppi.

## Psicologia

### La cognizione nella psicologia

Quando la mente compie una generalizzazione, come la formazione del concetto di albero, estrae somiglianze da numerosi casi particolari; questa esemplificazione consente un livello di pensiero più alto.

In psicologia si intende con cognizione la visione delle funzioni psicologiche di un individuo secondo l'information processing, "l'elaborazione dei dati": con "cognitivo" si intende un processo (psichico/mentale) mediante il quale "un organismo acquisisce informazioni sull'ambiente e le elabora a livello di conoscenze in funzione del proprio comportamento"; le funzioni psicologiche "cognitive" comprendono quindi l'attenzione, la memoria, la produzione e la comprensione del linguaggio, l'apprendimento, il ragionamento, il problem solving e il processo decisionale.
Tradizionalmente, l'emozione non veniva pensata come un processo cognitivo. In tempi più recenti, invece, un largo settore della ricerca è attualmente in corso per esaminare la psicologia cognitiva dell'emozione.
La ricerca sulla cognizione comprende anche lo studio della consapevolezza delle proprie strategie e dei metodi della cognizione chiamati metacognizione e metamemoria.
La ricerca empirica sulla cognizione è solitamente sperimentale e quantitativa, e implica la creazione di modelli per descrivere o spiegare certi comportamenti.
Mentre in pochi negano che i processi cognitivi siano un insieme di funzioni del cervello, una teoria cognitiva non necessariamente fa riferimento al cervello o a processi biologici (cfr. funzioni neurocognitive). Essa può descrivere un comportamento puramente in termini di flusso di informazioni o di funzione. Campi di studio relativamente recenti come le scienze cognitive e la neuropsicologia hanno lo scopo di colmare questa lacuna, utilizzando paradigmi cognitivi per comprendere come il cervello attivi queste funzioni di elaborazione delle informazioni (si veda anche neuroscienze cognitive), o come i sistemi di elaborazione delle informazioni puri (ad esempio, computer) siano in grado di simulare la cognizione (si veda intelligenza artificiale). La branca della psicologia che studia lesioni cerebrali per dedurre la normale funzione cognitiva è chiamata neuropsicologia cognitiva. I collegamenti della cognizione con le richieste dell'evoluzione vengono studiati attraverso l'indagine della cognizione animale. E viceversa, le prospettive basate sull'evoluzione possono migliorare le ipotesi circa i sistemi funzionali cognitivi nella psicologia evoluzionista.
La scuola di pensiero teorica derivata dall'approccio cognitivo è spesso chiamata cognitivismo.
Il successo dell'approccio cognitivo può essere constatato dal suo dominio come modello di base della psicologia contemporanea (dominio usurpato al comportamentismo dalla fine degli anni cinquanta).

### Processi cognitivi e società
Per ogni individuo, il contesto sociale in cui è incorporato fornisce i simboli per le sue rappresentazioni ed espressioni linguistiche.

La società umana imposta l'ambiente in cui il neonato si socializzerà e svilupperà la sua cognizione.
Un esempio di processo cognitivo legato alla socializzazione è la percezione del viso, che nei neonati umani emerge all'età di due mesi: i bambini sviluppano il loro riconoscimento della società stando esposti a una molteplicità di facce e associando delle esperienze a queste facce.
L'acquisizione del linguaggio è un esempio di comportamento emergente dall'interazione con la società.
Nelle società ciò che ha il compito esplicito di sviluppare ciò che chiamiamo "cognizione" è il processo educativo.
Da una prospettiva largamente sistemica, la cognizione è considerata strettamente legata alle funzioni e ai vincoli dell'organizzazione sociale e umana.

## Sviluppo della cognizione

### La teoria dello sviluppo cognitivo di Piaget
Per anni, i sociologi e gli psicologi hanno condotto studi sullo sviluppo cognitivo ovvero sulla costruzione del pensiero umano o dei processi mentali.
Jean Piaget fu una delle personalità più importanti e influenti nel campo della Psicologia dello sviluppo. Egli credeva che gli esseri umani siano unici tra gli animali in quanto dotati della capacità di compiere il "ragionamento simbolico astratto". Il suo lavoro può essere paragonato a quello di Lev Vygotskij, Sigmund Freud e Erik Erikson, anche loro grandi contributori nel campo della Psicologia dello Sviluppo. Oggi, Piaget è noto per il suo studio dello sviluppo cognitivo nei bambini. Egli studiò i suoi tre figli e il loro sviluppo intellettuale e produsse una teoria che descrive le fasi attraversate dai bambini durante lo sviluppo.
La teoria dello sviluppo di Piaget affronta lo sviluppo cognitivo dall'infanzia all'età adulta.
| Stadio                           | Età o periodo                                  | Descrizione |
| -------------------------------- | ---------------------------------------------- | --- |
| Stadio senso-motorio             | Prima infanzia (0–2 anni)                      | Sono presenti l'intelligenza e l'attività motoria ma non l'uso dei simboli; lo sviluppo delle conoscenze è ancora limitato; la conoscenza si basa su esperienze/interazioni; la mobilità permette al bambino di imparare cose nuove; al termine di questa fase sono già sviluppate alcune competenze linguistiche. L'obiettivo di questo stadio è quello di sviluppare la permanenza dell'oggetto; si raggiungono conoscenze di base della causalità, del tempo e dello spazio. |
| Stadio pre-operatorio            | Infanzia (2–7 anni)                            | Sono presenti l'uso dei simboli e le competenze linguistiche; sono sviluppate memoria e immaginazione; il pensiero è non reversibile e non-logico; si mostrano capacità di soluzione dei problemi intuitive; si comincia a comprendere le relazioni inter-personali; si coglie il concetto di conservazione dei numeri; predomina il pensiero egocentrico. |
| Stadio delle operazioni concrete | Tarda infanzia e prima adolescenza (7–12 anni) | L'intelligenza è logica e sistematica; la manipolazione dei simboli è relativa a oggetti concreti; il pensiero è ora caratterizzato da reversibilità e dalla capacità di "mettersi nei panni degli altri"; si colgono i concetti di conservazione della massa, lunghezza, peso e volume; il pensiero operativo predomina sul pensiero non-reversibile ed egocentrico. |
| Stadio delle operazioni formali  | Adolescenza e età adulta (12 anni e oltre)     | Si ha l'impiego logico dei simboli relativi a concetti astratti; si acquisisce flessibilità di pensiero così come le capacità di pensiero astratto e di verifica delle ipotesi mentali; si possono prendere in considerazione le possibili alternative di ragionamento e la risoluzione complessa dei problemi. |

### Altre ricerche
La ricerca negli ultimi anni ha rivoluzionato la comprensione dello sviluppo cognitivo. Gli studi sono stati condotti sullo sviluppo cognitivo anche nei bambini a partire dal periodo embrionale per capire quando appare la cognizione e quali attributi ambientali stimolano la costruzione del pensiero umano o dei processi mentali. La ricerca mostra il coinvolgimento intenzionale dei feti con l'ambiente, dimostrando risultati cognitivi. Tuttavia, gli organismi con riflessi semplici non possono riconoscere l'ambiente da soli perché l'ambiente è una cacofonia di stimoli (onde elettromagnetiche, interazioni chimiche e fluttuazioni di pressione). La loro sensazione è troppo limitata dal rumore per risolvere il problema del segnale: lo stimolo rilevante non può superare la grandezza del rumore se passa attraverso i sensi (vedi il problema del legame). I feti necessitano di un aiuto esterno per stimolare il loro sistema nervoso nella scelta dello stimolo sensoriale rilevante per cogliere la percezione degli oggetti. L'approccio dell'intenzionalità condivisa propone una spiegazione plausibile dello sviluppo della percezione in questa fase precedente. Inizialmente, prof. Michael Tomasello introdusse il costrutto psicologico dell'intenzionalità condivisa, evidenziandone il contributo allo sviluppo cognitivo fin dalla nascita. Questa interazione primaria fornisce una collaborazione inconsapevole nelle diadi madre-bambino per l'apprendimento ambientale. Successivamente, il professore lettone Igor Val Danilov sviluppò questa nozione, espandendola al periodo intrauterino e chiarendo i processi neurofisiologici alla base dell'intenzionalità condivisa. Secondo l'approccio dell'intenzionalità condivisa, la madre condivide con il bambino lo stimolo sensoriale essenziale del problema cognitivo reale. Condividendo questo stimolo, la madre fornisce un modello per lo sviluppo del sistema nervoso del giovane organismo.

## Esperimenti

### Posizione seriale
L'esperimento della posizione seriale serve a testare una teoria della memoria, secondo cui quando si forniscono ad un soggetto delle informazioni in modo seriale, il soggetto tenderà a ricordare le informazioni all'inizio della sequenza - effetto primacy - e le informazioni alla fine della sequenza - effetto recency. Di conseguenza, le informazioni fornite nel mezzo della sequenza vengono tipicamente dimenticate, o non ricordate con facilità. Questo studio prevede che l'effetto recency sia più forte dell'effetto primacy in quanto le informazioni apprese più recentemente, quando vengono richieste, si trovano ancora nella memoria di lavoro. D'altra parte, le informazioni che si apprendono ancora prima devono passare attraverso un processo di recupero. Questo esperimento si concentra sui processi della memoria umana.

### Word superiority
Nell'esperimento Word superiority si presenta ad un soggetto una parola o una lettera da sola per un breve periodo di tempo, ovvero 40 millisecondi, e viene poi chiesto di ricordare la lettera che era in una posizione particolare nella parola. Teoricamente, il soggetto deve essere in grado di ricordare più correttamente la lettera quando è stato presentata in una parola rispetto a quando è stata presentata in isolamento. Questo esperimento si concentra sulle capacità di linguaggio umano.

### Esperimento di Brown-Peterson
Nell'esperimento di Brown-Peterson, ai partecipanti viene brevemente presentato un trigramma e in una particolare versione di questo esperimento, viene poi assegnato un compito distrattore ai soggetti, in cui viene chiesto loro di identificare se una sequenza di parole è fatta di parole effettive o di non-parole. Dopo il compito distrattore, viene chiesto ai soggetti di ricordare il trigramma che era stato loro presentato prima del compito distrattore. In teoria, più lungo è il compito distrattore, più difficile sarà per i partecipanti recuperare correttamente il trigramma. Questo esperimento si concentra sulla memoria umana a breve termine.

### Memory span
Durante l'esperimento di Memory span ("Portata della memoria"), a ciascun soggetto viene presentata una sequenza di stimoli dello stesso tipo; possono essere parole che raffigurano oggetti, numeri, lettere dal suono simile, o lettere dal suono dissimile. Dopo che gli stimoli sono stati presentati, al soggetto viene chiesto di ricordare la sequenza di stimoli nell'ordine esatto in cui sono stati dati. In una particolare versione di questo esperimento, se il soggetto ricorda un elenco correttamente, la lunghezza della lista aumenta di uno stimolo, e viceversa la stringa di stimoli viene diminuita se viene ricordata in modo errato. Teoricamente, gli individui hanno una capacità di memoria di circa sette elementi per i numeri; altrettanto per le lettere dal suono diverso e per le parole brevi. La capacità di memoria sarà però minore se devono essere ricordate lettere dal suono simile o parole lunghe.

### Ricerca visiva
In una versione dell'esperimento di ricerca visiva, ai partecipanti viene presentata una finestra con cerchi e quadrati visualizzati in modo sparso su di essa. Il partecipante deve individuare un cerchio verde sulla finestra. Nella ricerca "featured", al soggetto vengono presentate diverse finestre di prova che possono avere quadrati o cerchi blu e un cerchio verde, o nessun cerchio verde. Nella ricerca "conjunctive", al soggetto vengono presentate delle finestre di prova che, in mezzo a cerchi blu e quadrati verdi, possono avere o non avere un cerchio verde, di cui si richiede la posizione al soggetto. Quello che ci si aspetta è che nelle ricerche featured, il tempo di reazione, cioè il tempo necessario per capire se un cerchio verde sia presente o meno, non cambi con l'aumento del numero di distrattori. Nelle ricerche conjunctive dove il target è assente si dovrebbe riscontrare un tempo di reazione più lungo di quello riscontrato nelle ricerche featured in cui il bersaglio è invece presente. La teoria è che nelle ricerche featured sia facile individuare il bersaglio o la sua assenza a causa della differenza di colore tra il target e i distrattori. Nelle ricerche conjunctive in cui l'obiettivo è assente, il tempo di reazione aumenta perché il soggetto deve guardare ogni forma per determinare se il bersaglio è presente o meno, in quanto alcuni se non tutti i distrattori sono dello stesso colore degli stimoli target. Le ricerche conjunctive dove il bersaglio è presente richiedono meno tempo in quanto se l'obiettivo viene trovato la ricerca tra ogni forma cessa.